# شبه جزيرة يامال

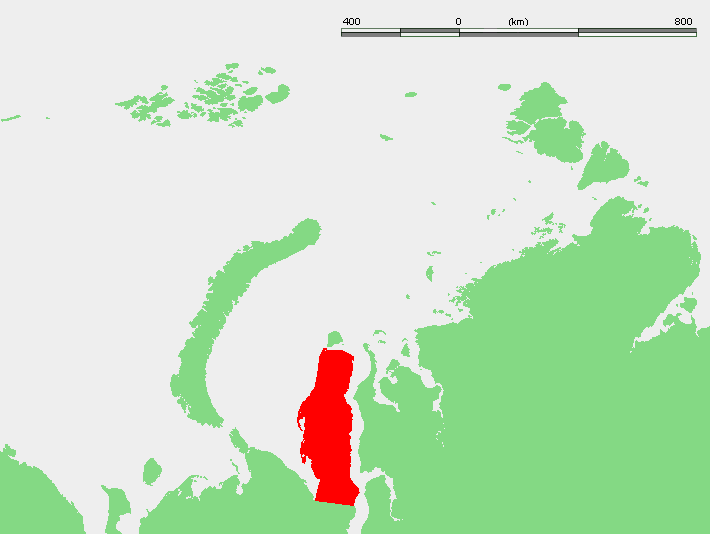
موقع شبه جزيرة يامال

شبه جزيرة يامال (بالروسية: Ямал) هي شبه جزيرة تقع في غرب سيبيريا في روسيا، وتعدّ أكبر مصدر في روسيا للغاز الطبيعي، ومن الناحية الجغرافية تعدّ من المناطق الجديدة بحيث لا يزيد عمر الطبقات الجيولوجية فيها عن عدد آلاف من السنين.
السكان الأصليين لهذه المنطقة يدعون الننتس، واسم يامال في لغتهم يعني المنطقة الواقعة في نهاية العالم. وفي صيف عام 2007، تم العثور على بقايا من جيفة ماموث لا يزيد عمره على الشهر وقت نفوقه منذ 37,000 سنة، وقد حفظت بقاياه تحت طبقات الثلج السميكة التي حافظت عليه من التحلل.